# Aleksandr Marinesko
Aleksandr Ivánovich Marinesko (en ruso: Александр Иванович Маринеско, en rumano: Alexandru Marinescu; Odesa, 15 de enero de 1913 - Leningrado, 25 de noviembre de 1963) fue un oficial naval soviético durante la Segunda Guerra Mundial. Durante el final de la llamada "Gran Guerra Patria" adquirió fama al mando del submarino soviético S-13 por el hundimiento del transatlántico Wilhelm Gustloff donde fallecieron 9343 personas y del buque de transporte  General von Steuben donde sumo otras 4500 vidas.

## Biografía
Aleksandr nació el 15 de enero de 1913, en la ciudad costera de Odesa. Su padre era un exmarinero rumano, Ion Marinescu, establecido en Rusia desde 1893 y casado con Tatiana Koval. Marinesko se unió a la Armada Soviética en la rama de marinos mercantes en la Flota del Mar Negro y posteriormente, en 1939 fue destinado como comandante de submarinos a la flota del Báltico, destacándose en la puesta a punto operativa del submarino M-96.

### Segunda Guerra Mundial

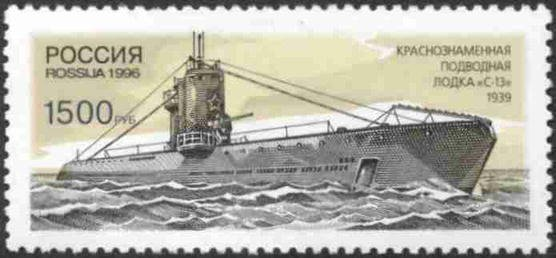
Sello ruso de 1996 que muestra al submarino S-13 que hundió al Wilhelm Gustloff y al General von Steuben.

Durante el inicio de la Gran Guerra Patria, su submarino M-96 quedó inhabilitado en un puerto debido a un accidente de fuerza mayor, por el lapso de 4 meses, lo que contribuyó al deterioro del entrenamiento de su tripulación y además Marinesko se sumió en el alcoholismo, por lo que fue expulsado del partido comunista. Marinesko entonces desarrolló una gran ansia de ser reconocido y reivindicado ante sus superiores; sentimiento que conduciría a realizar acciones que pudieran ser relevantes para lograr ese reconocimiento a costa de lo que fuera necesario.
En agosto de 1942, Marinesko tuvo la oportunidad de reivindicarse con su M-96, torpedeando a un cañonero alemán (Helena SAT-4) que embarrancó, declarando que su tonelaje era de 7000 (en realidad eran 400 t de desplazamiento). En octubre de ese año realizó una operación de fuerzas especiales, desembarcando un equipo de tarea en la bahía de Narva con el objeto de capturar una máquina Enigma; el equipo de tarea tuvo bajas del 50% y regresaron sin la máquina; de todos modos fue reincorporado al partido y se le concedió una medalla de la Orden de Lenin por sus servicios.
En enero de 1943, se le concedió el mando del moderno submarino S-13, de la clase S. En octubre de 1944, después de abandonar la ciudad finlandesa de Hanko (que tras la rendición de Finlandia, se había convertido en una base naval soviética), Marinesko fue destinado a la península de Hela para labores de hostigamiento contra los buques alemanes que se encontraban allí. En ese zona sorprendió al transporte Siegfried y le disparó una salva de 4 torpedos, pero ninguno de los cuales dio en el blanco, por lo que tuvo que emerger y cañonearlo a distancia, declarándolo finalmente hundido y reclamando 6000 t, cuando tenía un desplazamiento mucho menor; el transporte severamente dañado pudo sin embargo llegar a puerto.

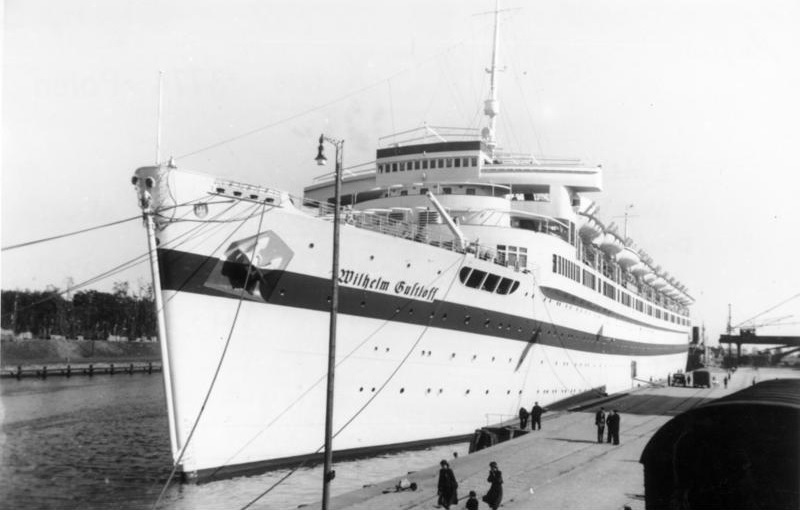
El.

En enero de 1945, Aleksandr Marinesko desapareció durante tres días y sus superiores acordaron llevarlo ante una corte marcial y declararlo desertor; inesperadamente regresó y declaró que había estado con una mujer sueca, en la ciudad de Hanko. Dado que había vulnerado la estricta ordenanza que contemplaba que los militares soviéticos no podían involucrarse con extranjeros, estuvo a punto de ser dado de baja. Pero debido a que el alejamiento de Marinesko supondría la inactividad del submarino S-13, es que el alto mando decidió darle una nueva oportunidad enviándolo a la costa báltica prusiana. En ese momento, Alemania estaba llevando a cabo la "Operación Aníbal", cuyo objetivo era la evacuación de militares heridos y civiles que habían quedado atrapados en Prusia oriental por los avances soviéticos.

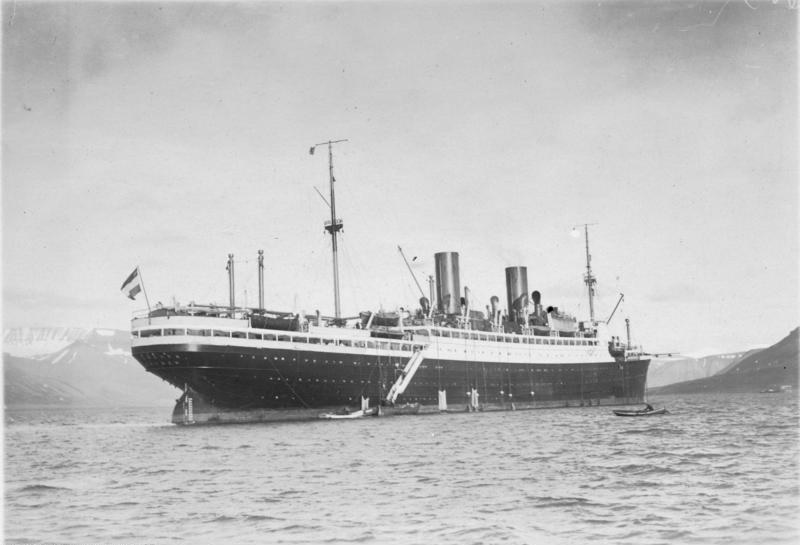
El '.

En ese contexto, la noche el 30 de enero de 1945 Marinesko sorprendió y hundió al transatlántico Wilhelm Gustloff, ocasionado unas 9500 víctimas entre personal médico, soldados heridos y civiles. Unos días después, el 10 de febrero atacó al transporte  General von Steuben, con resultado de 4.267 víctimas entre civiles y militares. Sin embargo, Marinesko estaba convencido de que en realidad había hundido al crucero ligero Emdem. Las tácticas de torpedeamiento a estos navíos usadas por Marinesko fueron consideradas como ideales por la Academia Naval Soviética. 
A pesar de estos logros, el Alto Mando Naval de la Unión Soviética representado por Nikolái Gerásimovich Kuznetsov se negó a reconocer a Marinesko como merecedor al título de Héroe de la Unión Soviética, calificándolo como poseedor de un inadecuado perfil de héroe y descalificándolo principalmente debido a su alcoholismo y su carácter conflictivo.

### Después de la Segunda Guerra Mundial
Después de la guerra, entre 1946 y 1949 Marinesko trabajó como segundo de a bordo en barcos de la compañía naviera comercial estatal Báltica, desde 1949 fue director adjunto del Instituto de investigación de transfusión de sangre de Leningrado.
En 1949 fue condenado a tres años de privación de libertad acusado de dilapidación de la propiedad socialista, cumpliendo su pena en Vanino (1949-1951). Tras salir en libertad, entre 1951 y 1953 trabajó como topógrafo en expediciones a los lagos Onega y Ládoga. Desde 1953 dirigió una sección del departamento de abastecimiento de la fábrica "Mezon" de Leningrado.
Marinesko  falleció en Leningrado después de una larga y grave enfermedad ulcerosa gástrica el 25 de noviembre de 1963. Fue enterrado en el cementerio Bogoslovoskoi de San Petersburgo. Allí cerca (en la avenida Kondratevsky, 83) se encuentra el Museo de las fuerzas submarinas de Rusia A.I.Marinesko.
En 1990, fue reivindicado como Héroe de la Unión Soviética cuando se cumplió el 50.º aniversario de la Gran Guerra Patria.